# Kotagal, Sidlaghatta
Kotagal là một làng thuộc tehsil Sidlaghatta, huyện Chikkaballapur, bang Karnataka, Ấn Độ.